# Linia kolejowa Frýdlant v Čechách – Jindřichovice pod Smrkem
Linia kolejowa Frýdlant v Čechách – Jindřichovice pod Smrkem – jednotorowa, regionalna i niezelektryfikowana linia kolejowa w Czechach. Łączy stację Frýdlant v Čechách ze stacją Jindřichovice pod Smrkem. Przebiega w całości przez terytorium kraju libereckiego.